# Полечко-поле
«Полечко-поле» — радянський художній фільм 1956 року, знятий на кіностудії «Мосфільм» режисером Вірою Строєвою.

## Сюжет
Агроном Валя Чернишова полюбила нового головного агронома МТС Савицького, вдівця з двома маленькими доньками. Під час хвороби однієї з доньок, яку Валя виходила, він зрозумів, що вона стала для нього найближчою людиною. Але дівчина поїхала на роботу в інший далекий колгосп.

## У ролях
- Руфіна Ніфонтова —  Валя Чернишова
- Віра Марецька —  Єлизавета Ураганова
- Михайло Меркулов —  Федько, син Єлизавети
- Всеволод Санаєв —  директор МТС
- Лілія Гриценко —  Катерина Анисимівна
- Олександр Ануров —  Олександр Григорович Савицький, головний агроном
- Леонід Пархоменко —  Захар Петрович Гуров, бригадир
- Йола Санько —  Світа, дочка Савицького
- Олена Понсова —  баба Дуня
- Олександр Суснін —  Митя Зубков
- Сергій Ляхницький — епізод
- Світлана Харитонова —  Квасова
- Лідія Корольова — епізод
- Олена Максимова — епізод
- Володимир Піцек —  Попов
- Олена Вольська —  Аниска
- Олександр Смирнов —  Самошкін
- Світлана Борусевич —  Клавдія, дружина Савицького
- Євген Кудряшов —  Юхим Ковров, чоловік Ликери  (немає в титрах)
- Леонід Чубаров —  член бюро

## Знімальна група
- Режисер: Віра Строєва
- Автор сценарію:  Марія Смирнова
- Оператор: Антоніна Егіна,  Борис Арецький
- Художник-постановник: Фелікс Ясюкевич
- Композитор:  Георгій Свиридов